# Trajekt Ludwigshafen–Mannheim
Das Rheintrajekt Ludwigshafen–Mannheim war eine Eisenbahnfähre, die ab 1863 die Eisenbahnanlagen der Pfälzischen Ludwigsbahn auf der linken Rheinseite mit denen der Großherzoglich Badischen Staatseisenbahnen auf der rechten Seite des Rheins verband. Dieses Provisorium endete mit der Eröffnung der ersten Rheinbrücke Ludwigshafen-Mannheim 1867.

## Ausgangslage
Mit dem Anschluss von Ludwigshafen am Rhein an die Eisenbahn durch die Pfälzische Ludwigsbahn 1849 und deren Anschluss an die Bahnen im preußischen Saargebiet ein Jahr später entstand ein reger Güterverkehr für den Abtransport der hochwertigen Steinkohle aus den saarländischen Kohlerevieren zum Ludwigshafener Rheinhafen. Ziel der Kohlen waren die aufstrebenden Industrien in Süddeutschland und der Schweiz. Da rheinaufwärts damals wegen der noch fehlenden Rheinregulierung nur kleine Schiffe verkehren konnten, wurde die Kohle von den rechtsrheinischen Großherzoglich Badische Staatseisenbahnen weiter transportiert. Dazu musste sie umständlich zweimal umgeladen werden: In Ludwigshafen auf Boote und in Mannheim erneut auf Güterwagen.

## Bau
Mit Vorlage des Geschäftsberichts der Pfälzischen Eisenbahnen für das Geschäftsjahr 1859 wurde auch die Erstellung eines Trajekts zwischen Ludwigshafen und Mannheim beschlossen. Als Vorbild diente das Trajekt Mainz–Kastel zwischen der Hessischen Ludwigsbahn in Mainz und der Taunus-Eisenbahn in Mainz-Kastel. Die Pfälzischen Eisenbahnen rechnete mit Kosten in Höhe von 50.000 Gulden. Bei der Planung gab es dann aber Verzögerungen. So wurde der in der ersten Planung vorgesehene Anlandungsstelle auf badischer Seite zwischen dem Zollgebäude und dem Hotel Europäischer Hof die Genehmigung verweigert. Als Alternative wurde ein Landungsplatz direkt gegenüber dem Ludwigshafener Bahnhof ausgewählt und genehmigt.
Der Bau wurde 1862 ausgeführt und das Trajekt am 8. Januar 1863 in Betrieb genommen. Die anteiligen Kosten für die Pfälzischen Eisenbahn beliefen sich auf 25.499 Gulden und 13 Kreuzer.
Die Zu- und Abfahrt in Mannheim verlief über eine Weiterführung der Ringbahn entlang der Quadrate bis etwa D 7 und dann über den Hafen im Bogen zum Rhein.

## Betrieb

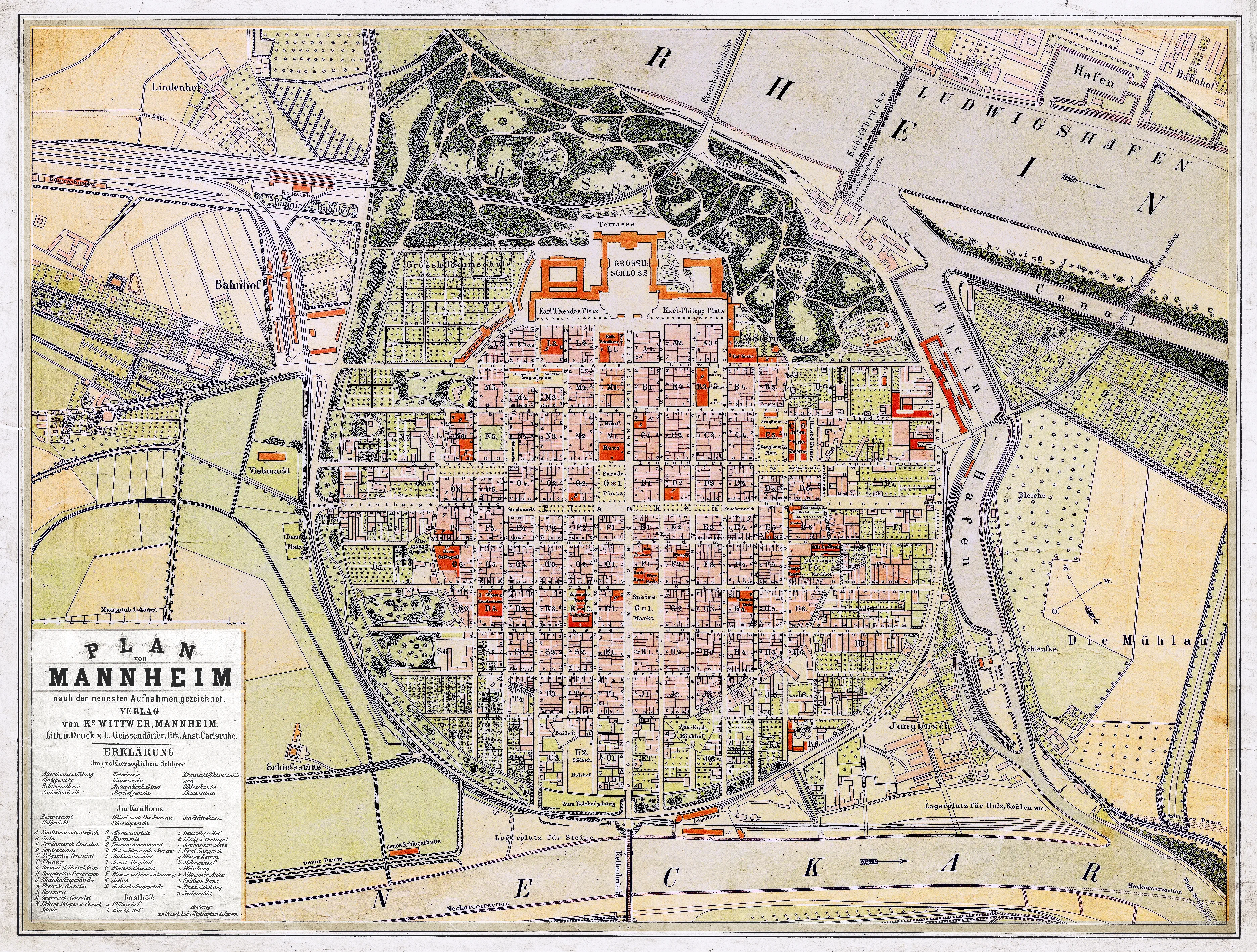
Mannheim um 1867, schon mit fester Brücke. Rechts der Anleger für das Trajekt nach Ludwigshafen.

Die beiden mit dem Betrieb des Trajekts befassten Gesellschaften beschafften einen Raddampfer und mehrere Schalden. Diese hatten keinen eigenen Antrieb, waren mit einem Gleis versehen und konnten vier bis fünf Güterwagen zu je 200 Zentnern aufnehmen. Für den Betrieb des Trajekts wurde eine Schalde seitlich an dem Raddampfer befestigt und dieser beförderte so die Güterwagen zum anderen Ufer ohne eine Hilfe durch zwischen den Anlegepunkten gespannte Seile oder Ketten. Die mit diesem Verfahren erreichbare Kapazität betrug 200 Wagen täglich, also bis zu 5000 Wagen im Monat. Im Geschäftsjahr 1863/64 wurden so insgesamt 57.313 Wagen mit 4.288.394 Zentner Kohlen und Güter durch das Trajekt befördert. Durch die seitliche Lage der Schalden am Raddampfer ergab sich eine entgleisungssichere Schienenverbindung an den Anlegestellen.

## Ende
Die Rheinbrücke zwischen Ludwigshafen und Mannheim wurde am 25. Februar 1867 zunächst eingleisig in Betrieb genommen, am 10. August 1867 endgültig. Zum 2. August 1867 wurde der Trajektbetrieb deshalb eingestellt.